# Campeonato Mundial de Ginástica Artística de 1954
O XIII Campeonato Mundial de Ginástica Artística transcorreu entre os dias 28 de junho e 1º de julho de 1954, na cidade de Roma, Itália.

## Eventos
- Individual geral masculino
- Equipes masculino
- Solo masculino
- Barra fixa
- Barras paralelas
- Cavalo com alças
- Argolas
- Salto sobre a mesa masculino
- Individual geral feminino
- Equipes feminino
- Trave
- Solo feminino
- Barras assimétricas
- Salto sobre a mesa feminino

## Medalhistas
Masculino
| Evento           | Ouro | Prata | Bronze |
| Equipes          | Albert Azaryan · Viktor Chukarin · Sergei Diaiani · Evgeni Korolkov · Valentin Muratov · Boris Shakhlin · Grant Schaginian · Ivan Vostrikov · União Soviética · (689,900) | Akimoto Kaneko · Akihara Kono · Masami Kubota · Tatsumi Nabeya · Takashi Ono · Yoshiyuki Oshima · Masao Takemoto · Japão · (673,250) | Hans Bründler · Osvald Bühler · Hans Eugster · Jack Günthard · Hans Schwarzentruber · Josef Stalder · Melchior Thalmann · Jean Tschabold · Suíça · (671,550) |
| Individual geral | Valentin Muratov · Viktor Chukarin · União Soviética · (115,450) | nenhum | Grant Shaginyan · União Soviética · (114,600) |
| Salto            | Leo Sotornik · Tchecoslováquia · (19,250) | Helmut Bantz · Alemanha Ocidental · (19,200)                                                                                         | Sergei Dzhayani · União Soviética · (19,100) |
| Solo             | Masao Takemoto · Japão · Valentin Muratov · União Soviética · (19,250) | nenhum | Karl William Thoresson · Suécia · (19,200) |
| Cavalo com alças | Grant Shaginyan · União Soviética · (19,300) | Josef Stalder · Suíça · (19,250) | Viktor Chukarin · União Soviética · (19,200) |
| Barras paralelas | Viktor Chukarin · União Soviética · (19,600) | Josef Stalder · Suíça · (19,450) | Helmut Bantz · Alemanha Ocidental · Masao Takemoto · Japão · Hans Eugster · Suíça · (19,400)                                                                 |
| Argolas          | Albert Azaryan · União Soviética · (19,750) | Yevgeny Korolkov · União Soviética · (19,550)                                                                                        | Valentin Muratov · União Soviética · (19,500) |
| Barra fixa       | Valentin Muratov · União Soviética · (19,700) | Helmut Bantz · Alemanha Ocidental · Boris Shakhlin · União Soviética · (19,400)                                                      | nenhum |

Feminino
| Evento              | Ouro | Prata | Bronze |
| Equipes             | Nina Bocharova · Pelageya Danilova · Maria Gorokhovskaya · Larissa Latynina · Tamara Manina · Sofia Muratova · Galina Rud'ko · Galina Sarabidze · União Soviética · (524,310) | Eva Banati · Ilona Banhegyine Milanovits · Iren Daruhazine Karpati-Karcsics · Erzsebet Gulyasne Köteles · Aliz Kertesz · Olga Lemhenyine Tass · Edit Weckinger · Ágnes Keleti · Hungria · (518,280) | Eva Bosáková · Miroslava Brdičková · Alena Chadimová · Věra Drazdíková · Zdena Lizkova · Anna Marejková · Alena Reichová · Věra Vančurová · Tchecoslováquia · (511,750) |
| Individual geral    | Galina Rud'ko · União Soviética · (75,680) | Eva Bosáková · Tchecoslováquia · (75,110) | Helena Rakoczy · Polónia · (74,370) |
| Salto               | Ann-Sofi Pettersson · Suécia · Tamara Manina · União Soviética · (19,960) | nenhum | Evy Berggren · Suécia · (18,930) |
| Solo                | Tamara Manina · União Soviética · (19,390) | Eva Bosáková · Tchecoslováquia · (19,160) | Maria Gorokhovskaya · União Soviética · (19,120) |
| Trave               | Keiko Tanaka · Japão · (18,890) | Eva Bosáková · Tchecoslováquia · (18,760) | Ágnes Keleti · Hungria · (18,720) |
| Barras assimétricas | Ágnes Keleti · Hungria · (19,460) | Galina Rud'ko · União Soviética · (19,330) | Helena Rakoczy · Polónia · (19,200) |

## Quadro de medalhas
| Ordem | País               | Medalha de ouro | Medalha de prata | Medalha de bronze |    |
| ----- | ------------------ | --------------- | ---------------- | ----------------- | -- |
| 1     | União Soviética    | 12              | 3                | 5                 | 20 |
| 2     | Japão              | 2               | 1                | 1                 | 4  |
| 3     | Checoslováquia     | 1               | 3                | 1                 | 5  |
| 4     | Hungria            | 1               | 1                | 1                 | 3  |
| 5     | Suécia             | 1               |                  | 2                 | 3  |
| 6     | Suíça              |                 | 2                | 2                 | 4  |
| 7     | Alemanha Ocidental |                 | 2                | 1                 | 3  |
| 8     | Polónia            |                 |                  | 2                 | 2  |
| TOTAL | TOTAL              | 17              | 12               | 15                | 44 |